# Alawa Craik
Alawa Craik (Alaua Craik, Alaua-Craik, Alaua Craic, Alauá-Kraik, deutsch „Unter“-Alaua) ist ein osttimoresischer Suco im Verwaltungsamt Baguia (Verwaltungsamt Baucau).

## Geographie

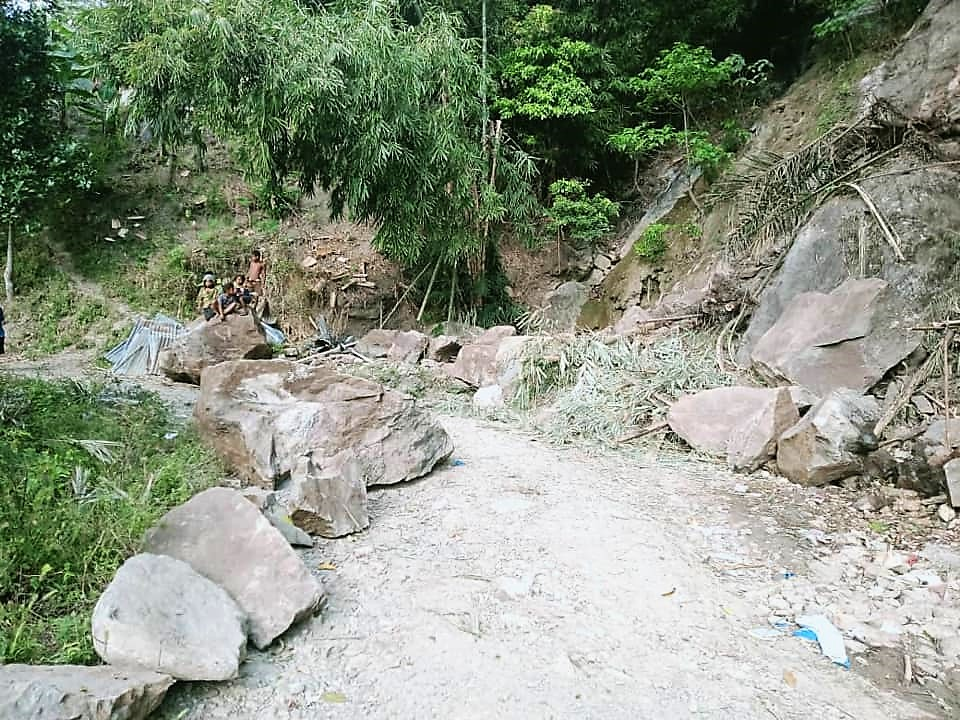
Felssturz auf eine Straße in Alawa Craik

Vor der Gebietsreform 2015 hatte Alawa Craik eine Fläche von 7,93 km². Nun sind es 9,67 km². Der Suco liegt im Südwesten des Verwaltungsamts Baguia. Westlich liegt der Suco Hae Coni, nördlich der Suco Samalari. östlich der Suco Alawa Leten und südöstlich die Sucos Defawasi und Larisula. Südlich liegt das Verwaltungsamt Uatucarbau (Gemeinde Viqueque) mit seinem Suco Afaloicai. Die Südgrenze bildet der Fluss Bassaruai. Im Südosten mündet der Mauai in den Danahine, bevor dieser in den Bassaruai fließt. Die Flüsse gehören alle zum System des Irebere.
Die Überlandstraßen nach Baucau und Loi Ulo bilden grob die Grenze zu Alawa Leten. Eine weitere Überlandstraße führt nach Hae Coni. Über die Nordostgrenze, in den Nachbarsuco hinaus, dehnt sich Baguia (Baguia Vila), der Hauptort des Verwaltungsamts. Der Ort verfügt über eine Grundschule, zwei prä-sekundäre Schulen, ein kommunales Gesundheitszentrum und einen Hubschrauberlandeplatz. Markt, Grundschule, Kirche und das Forte de Baguia stehen in Alawa Craik.
Baguia Vila besteht aus mehreren einzelnen Ortsteilen. Auf Seiten von Alawa Craik sind dies Ne-Olidae (Neolidae) und Ua-Sufa (Uasufa). Im Nordosten liegt das Dorf Sorucama (Sorocama), im Südwesten Beheissi. Auch ein Teil des Ortes Alawa Leten liegt in Alawa Craik.
Im Suco befinden sich die fünf Aldeias Afaguia, Alaua, Ne-Olidae, Sorucama und Ua-Sufa.

## Einwohner
Im Suco leben 1.939 Einwohner (2022), davon sind 964 Männer und 975 Frauen. Im Suco gibt es 332 Haushalte. Über 80 % der Einwohner geben Makasae als ihre Muttersprache an. Unter 10 % sprechen jeweils Naueti und Tetum Prasa.

## Politik
Bei den Wahlen von 2004/2005 wurde Raimundo Rodrigues zum Chefe de Suco gewählt. Bei den Wahlen 2009 gewann João Baptista Antonio Alves und wurde 2016 und 2023 in seinem Amt bestätigt.
2023 wurden als Chefe de Aldeias gewählt: Gaspar Higinio Ximenes (Afaguia), Duarte Manuel Rodrigues (Alaua), Gregorio Nazario Alves (Ne-Olidae), Vitorino Gusmão (Sorucama) und António Fernandes de Oliveira (Ua-Sufa).